# Інфекційна еритема

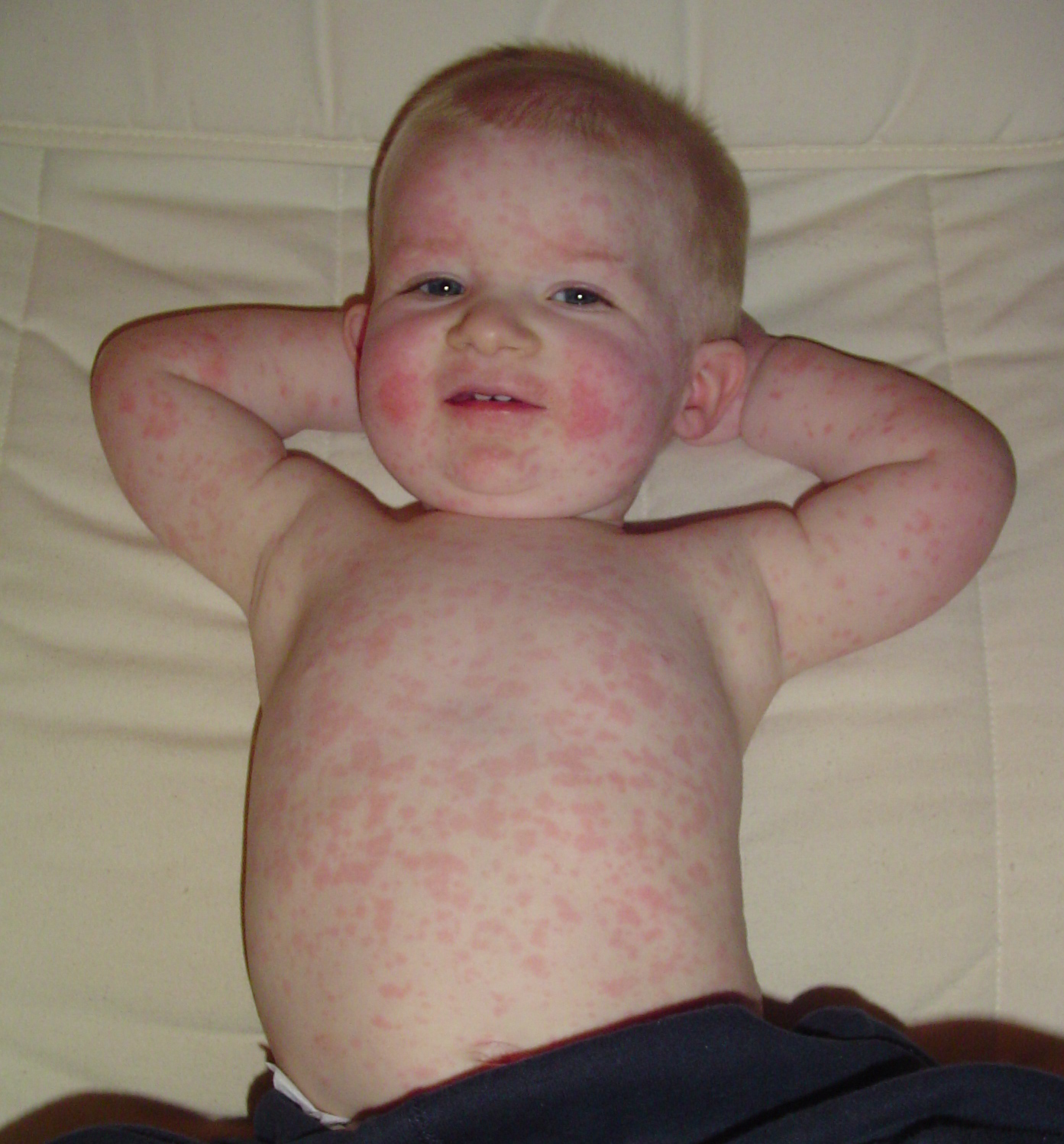
16-місячна дитина з інфекційною еритемою

Інфекці́йна ерите́ма, або п'я́та хворо́ба (лат. erythema infectiosum, англ. fifth disease) — одна з клінічних форм ураження парвовірусом B19. Назва «п'ята хвороба» походить від її місця у стандартному списку шести первинних дитячих висипних хвороб, до якого входять кір, скарлатина, краснуха, інфекційний мононуклеоз, раптова екзантема.

## Епідеміологічні особливості
Основний механізм інфікування — повітряно-крапельний, однак може також поширюватися внаслідок контакту з інфікованою кров'ю. Інкубаційний період зазвичай від 4 до 21 дня. Діти з п'ятою хворобою найбільш заразні до появи симптомів. Зазвичай школярі, працівники дошкільних установ, вчителі та батьки входчть до категорії ризику зараження цією хворобою. Коли симптоми проявляються, ризик інфікування оточення значно зменшується. Спалахи можуть виникати насамперед у дитячих садочках, дошкільних і початкових школах. Немає вакцини від людського парвовірусу B19, хоча спроби створення були .

## Клінічні прояви

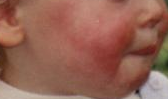
Типове почервоніння обличчя при п'ятій хворобі

Захворюють найчастіше діти віком від 5 до 15 років. Симптоми захворювання проявляються у проміжку від 4 до 14 днів (іноді гостра фаза настає через 20 днів з моменту інфікування). Захворювання починається з появи на щоках червоних плям, як після ляпасів, які швидко зливаються між собою. На другий день хвороби з'являється висип на розгинальних поверхнях рук і ніг, у вигляді поодиноких елементів — на тулубі. З'являється симптом рукавичок і шкарпеток. Після злиття окремих елементів один з одним утворюються еритематозні поля неправильної форми. Висип] починає поступово згасати з центру. Температура тіла іноді незначно підвищується. Лущення не спостерігають. Може бути легка гіперемія ротоглотки. Загальний стан не порушується. Ускладнень не буває. Імунітет зберігається дов]ічно, повторних випадків не зафіксовано.
Старші діти та дорослі можуть мати набряки та біль у суглобах.